# Basilica di Santa Maria in Campidoglio

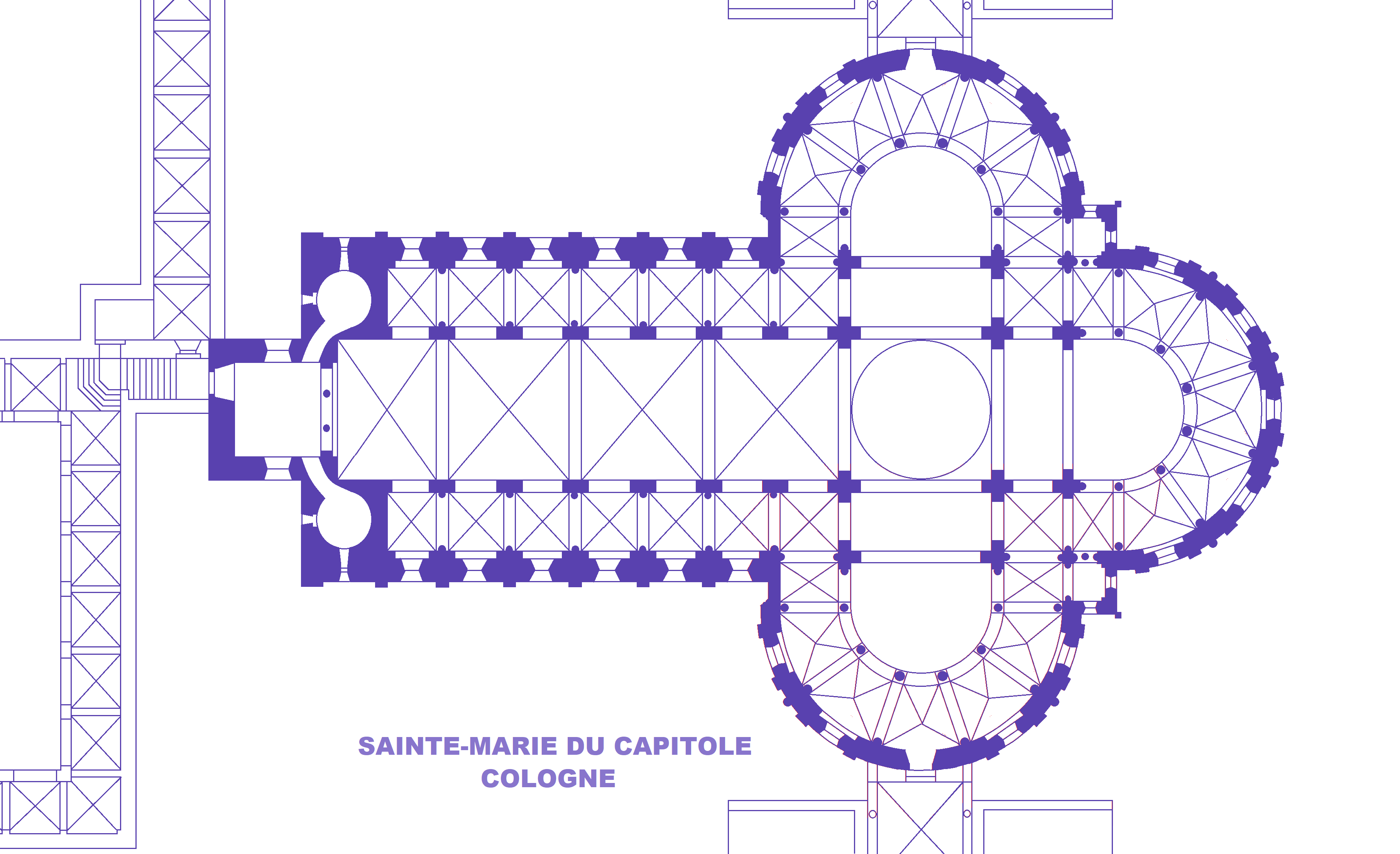
La pianta della chiesa, a croce latina trilobata

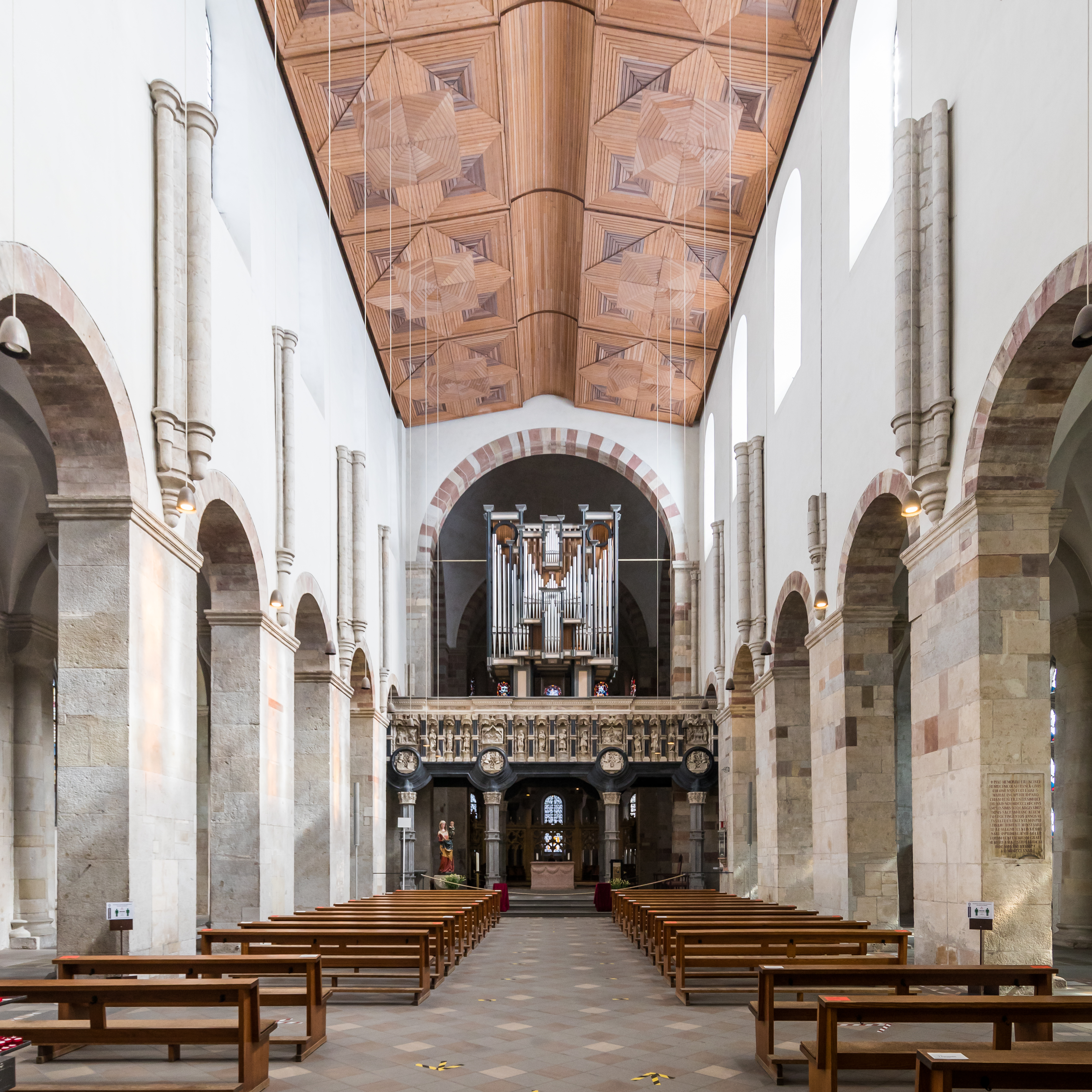
Interno

La basilica di Santa Maria in Campidoglio (in tedesco: Basilika Sankt Maria im Kapitol) è una delle più interessanti tra le dodici chiese romaniche di Colonia, in Germania.
Per secoli fu la chiesa più importante della città dopo il duomo e nel 1965 è stata insignita del titolo di basilica minore.

## Storia
La chiesa venne eretta nel 690 sulle fondazioni del Tempio della Triade Capitolina (da cui il nome attuale), e nel 717 Plectrude vi fondò un monastero femminile, passato nell'XI secolo all'Ordine Nobili Dame di Santa Maria in Campidoglio.
Nel 1040 la chiesa venne ricostruita su iniziativa dell'arcivescovo di Colonia Ermanno II e di sua sorella, la badessa Ida. Fu uno dei cantieri più importanti dell'epoca ottoniana e venne consacrata nel 1049 da Bruno von Worms, neoeletto Papa Leone IX. Tuttavia la sua costruzione continuò fino al 1065, cui prese parte anche l'Imperatore Enrico III il Nero. Anticamente la chiesa presentava anche un westwerk con due torri scalari, ma in seguito alla distruzione nel XVIII secolo non venne mai ricostruito.
Venne parzialmente distrutta durante la seconda guerra mondiale e ricostruita in seguito secondo l'aspetto dell'XI secolo. I lavori di restauro continuarono fino al 1979.

## Descrizione

### Architettura
L'interno, preceduto da nartece, si presenta a pianta a croce latina trilobata, diviso a tre navate da regolari arcate su pilastri dai capitelli cubici. Il presbiterio e il transetto sono chiusi, inconsuetamente per l'epoca, da tre maestose absidi gemelle a due ordini di arcate su colonne e cinte da un deambulatorio. Quest'ultimo è impostato come prosecuzione delle navate laterali, già coperte da volte a crociera, anticipando le caratteristiche dello stile romanico.
La razionalità della pianta garantisce equilibrio e grandiosità.

### Opere d'arte
All'interno si conservano importanti opere d'arte:
- Porta lignea del transetto sinistro. A due battenti, presentano 26 scene della Vita di Cristo. Risalgono al 1060 circa e sono fra le porte più antiche della cristianità.
- Madonna di Limburgo, della fine del XIII e inizio del XIV secolo;
- Gabelkreuz, crocifisso coevo;
- Crux miraculosa, croce smaltata del 1304;
- Sarcofago di Plectrude, fondatrice del monastero, con rilievi romanici del XII secolo e statua giacente del '300;
- Jubé rinascimentale, eseguito in alabastro e marmo nero nel 1523 da Jan Van Roome da Mechelen;
- Morte della Vergine, tavola del 1521 della Scuola di Hans Baldung Grien.
- Deposizione di Cristo policroma a bassorilievo del XVI secolo.

### Organo a canne
Sullo jubé, che divide la navata centrale dal capocroce, si trova l'organo a canne, costruito nel 1991 dalla ditta organaria Johannes Klais Orgelbau. Lo strumento ha 35 registri su tre manuali e pedale.

## Galleria d'immagini

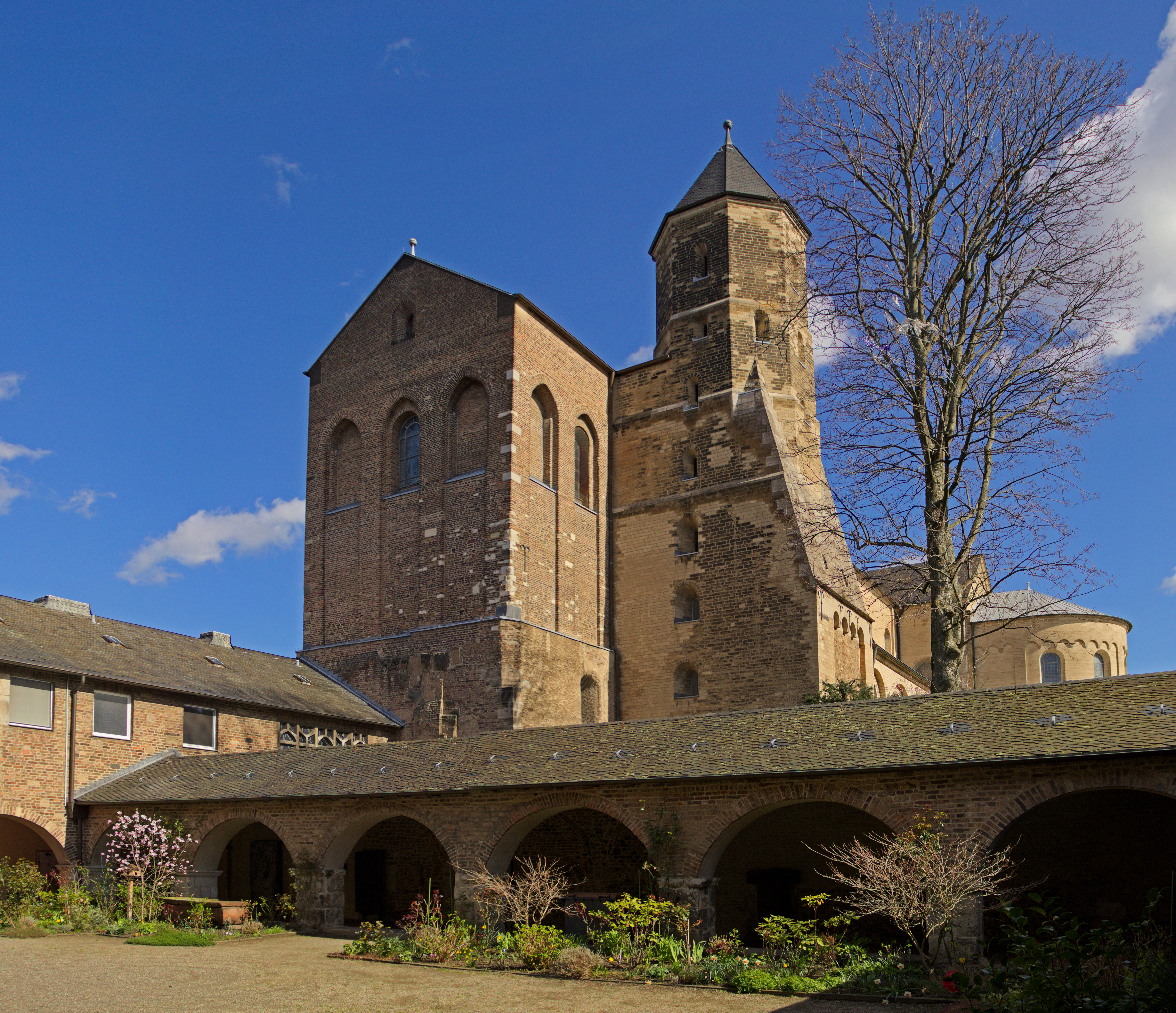
Facciata e chiostro
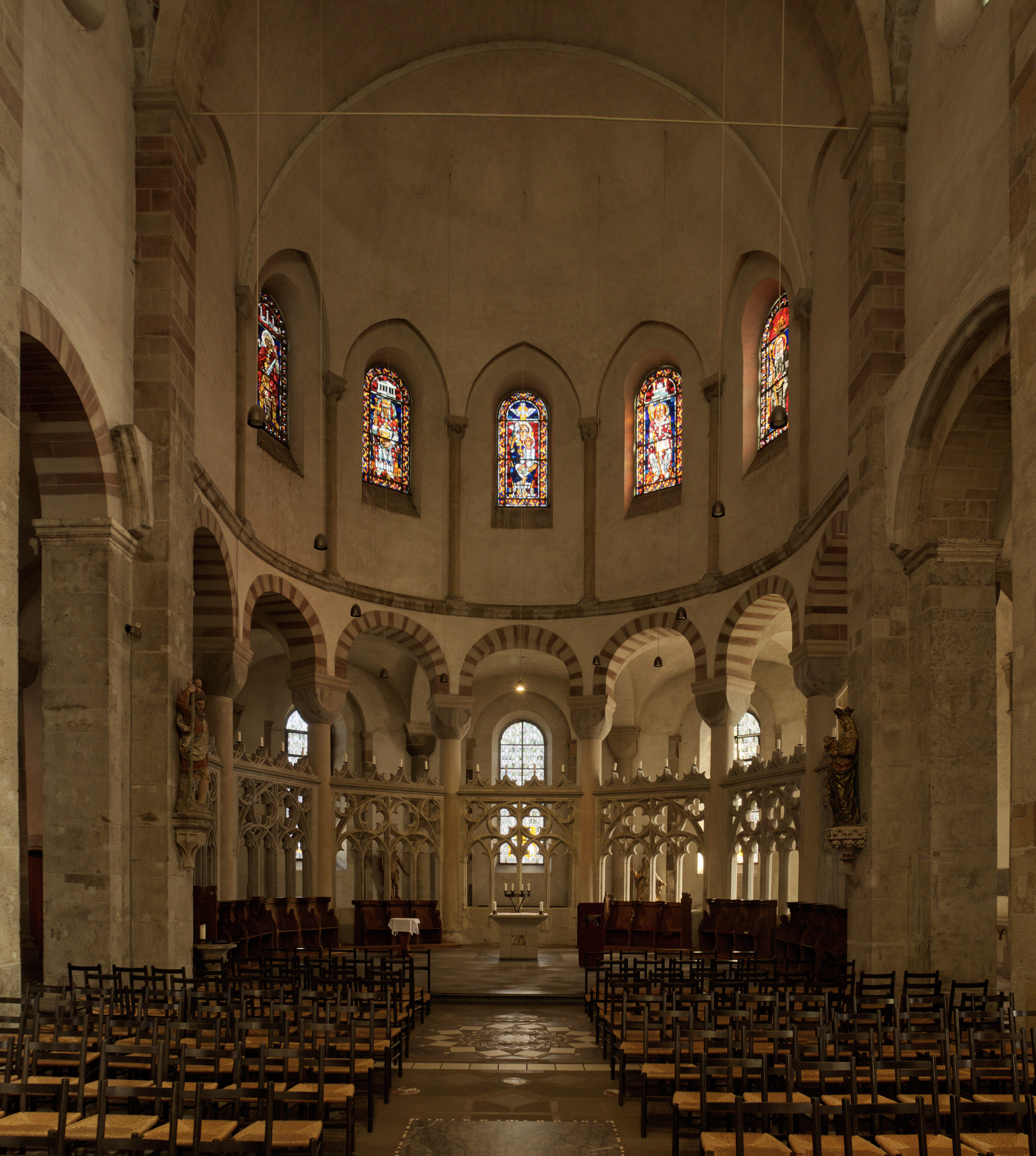
Interno dell'abside maggiore
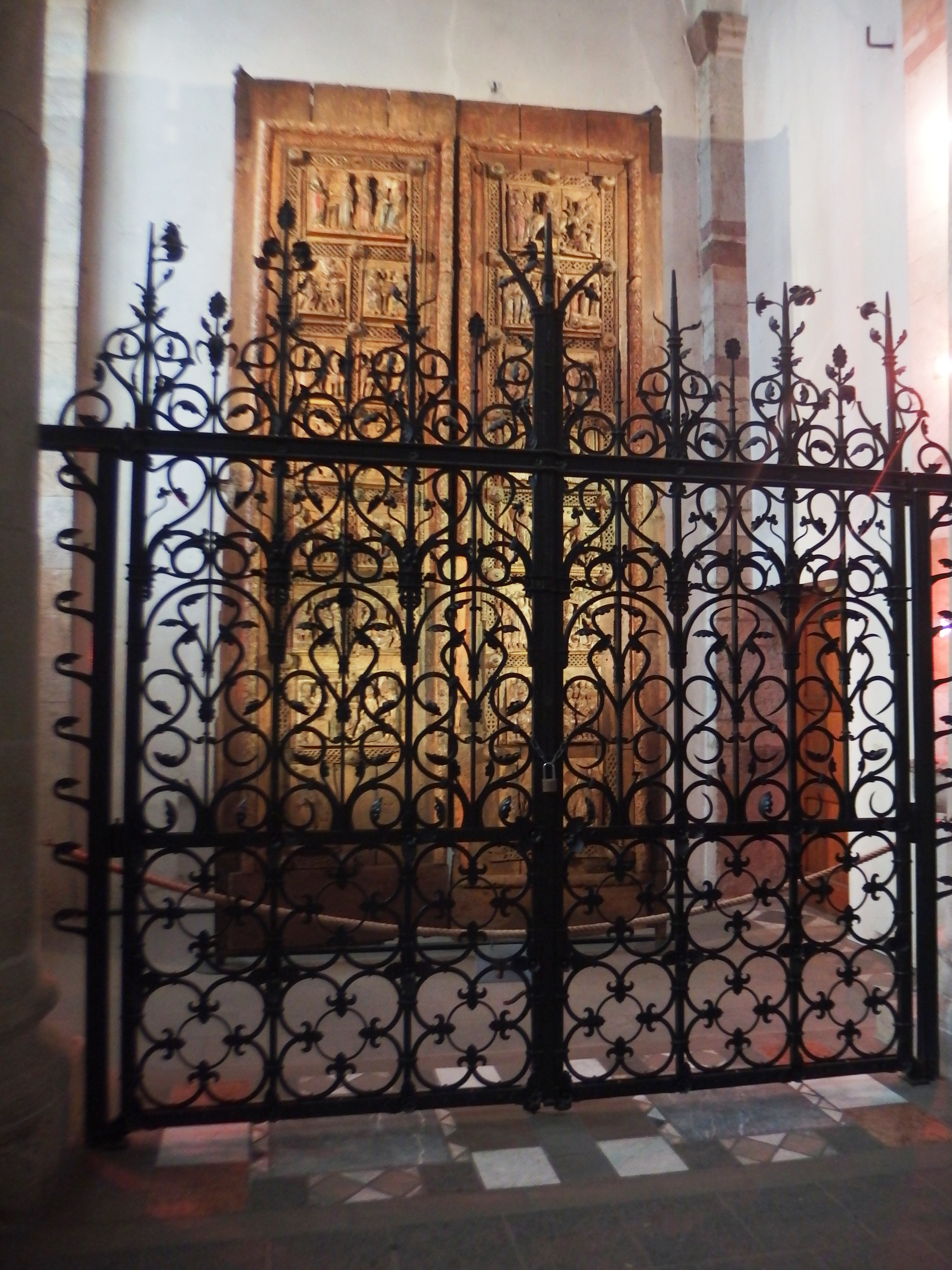
Porta lignea del transetto
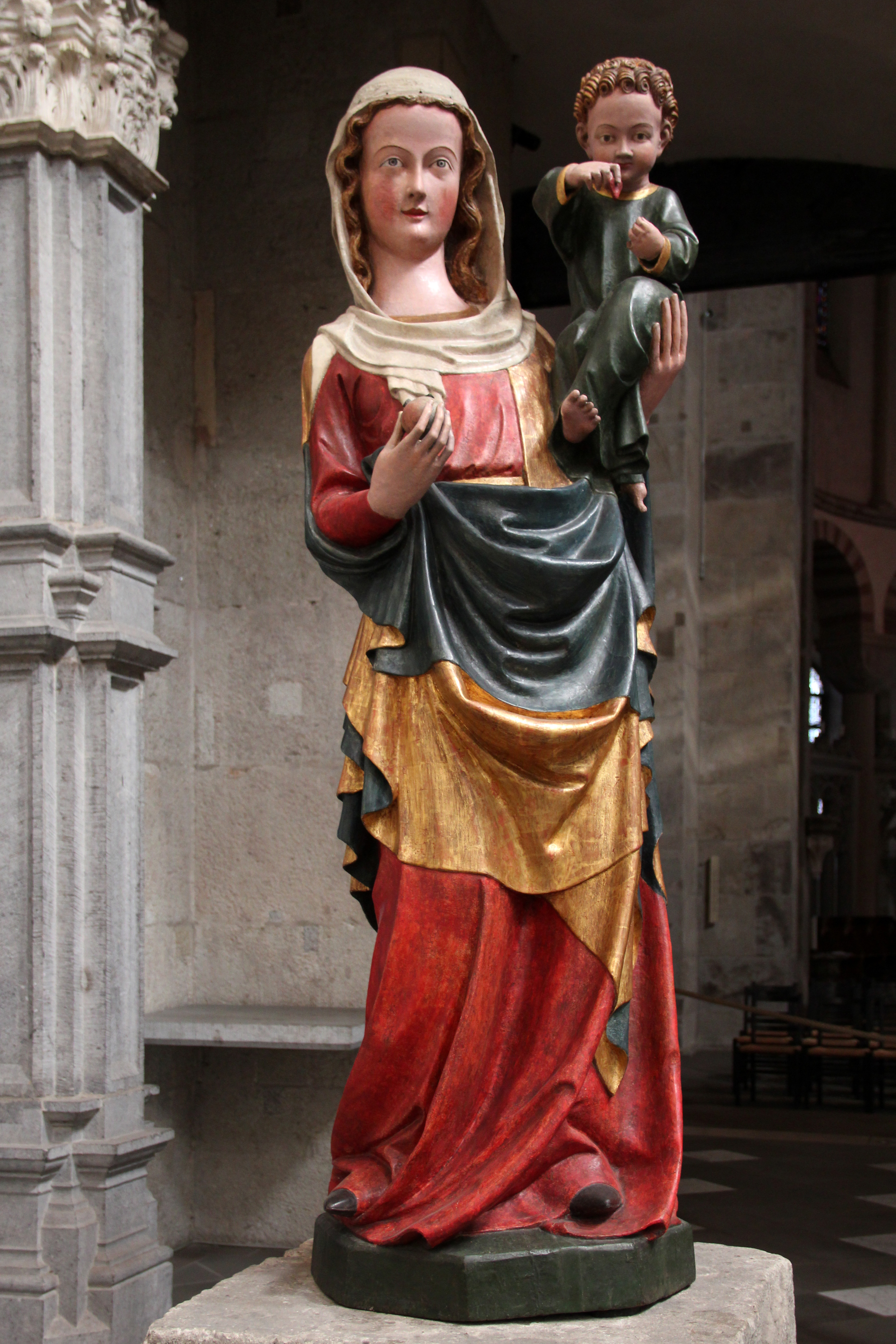
Madonna di Limburgo
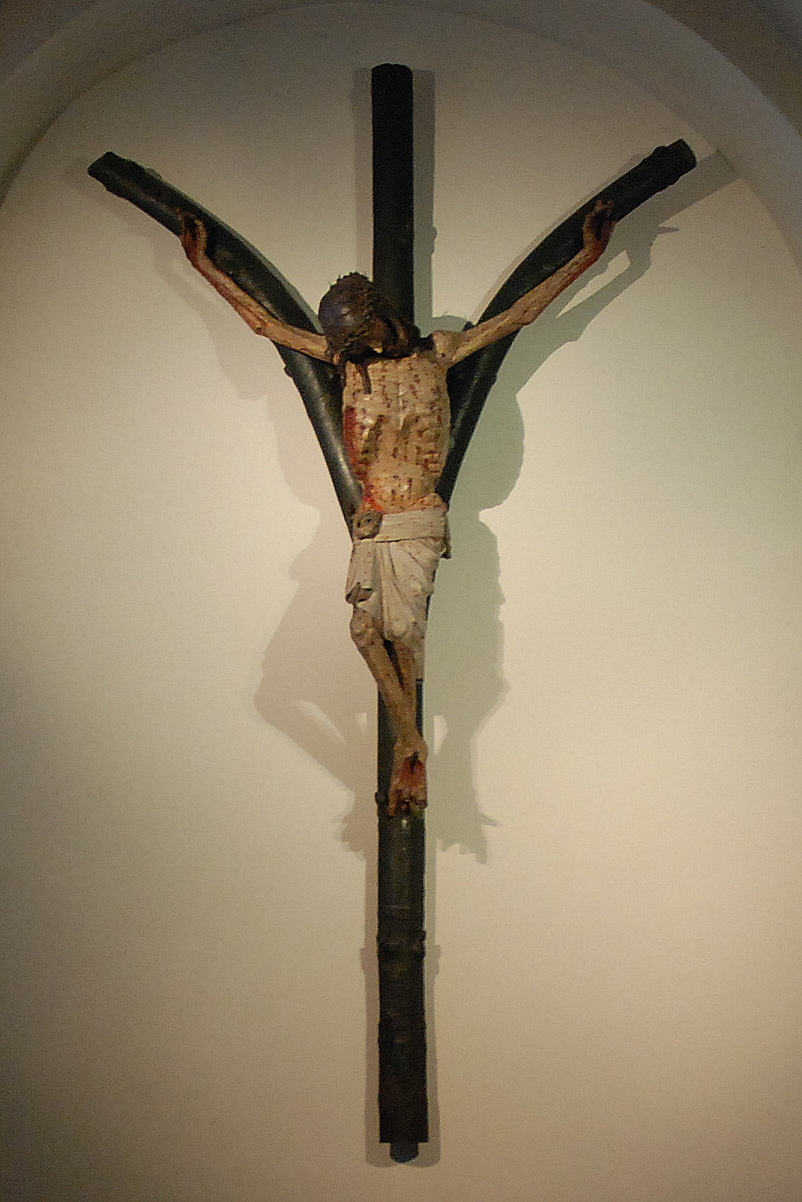
Gabelkreuz
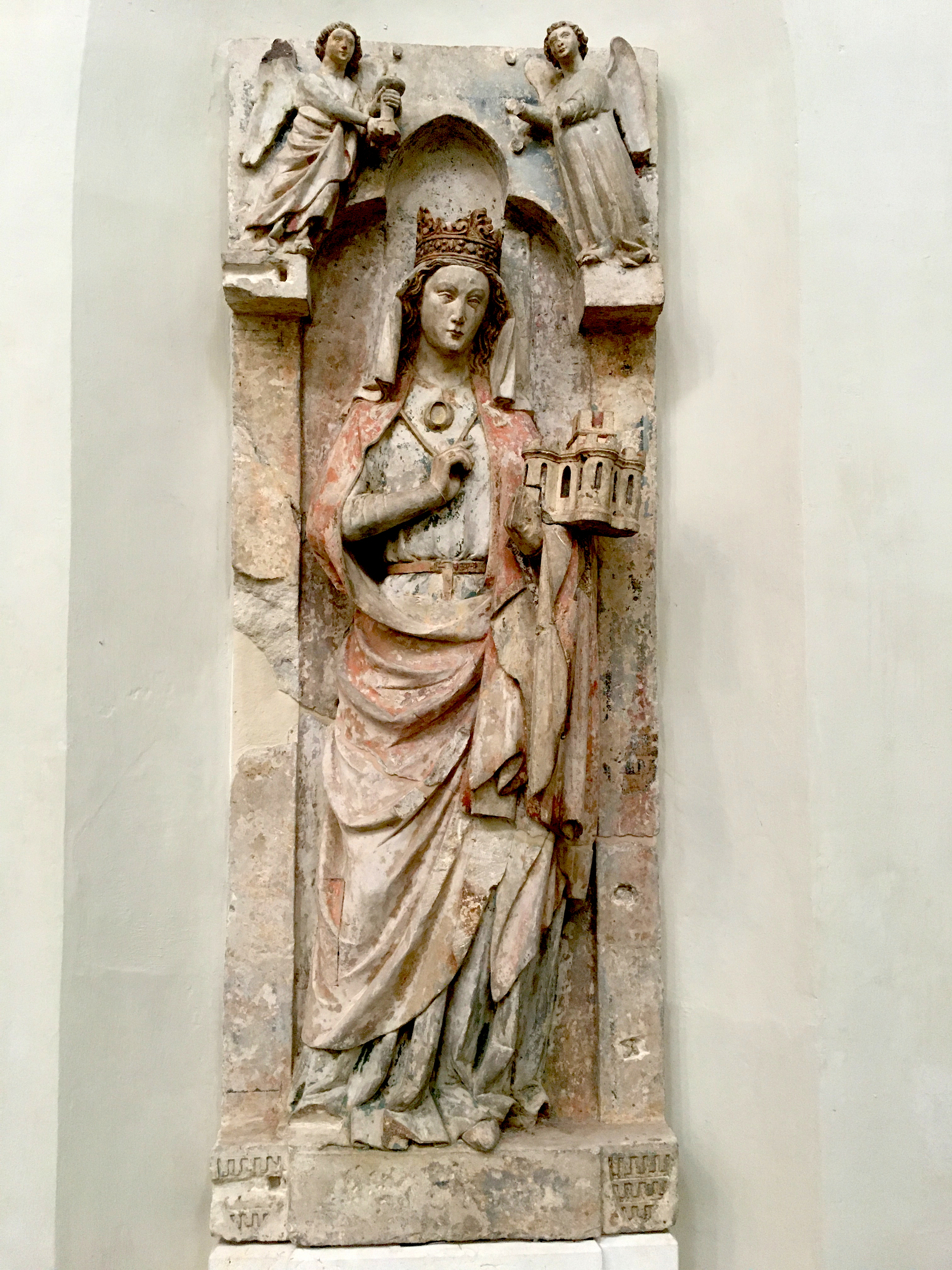
Lastra tombale di Plectrude
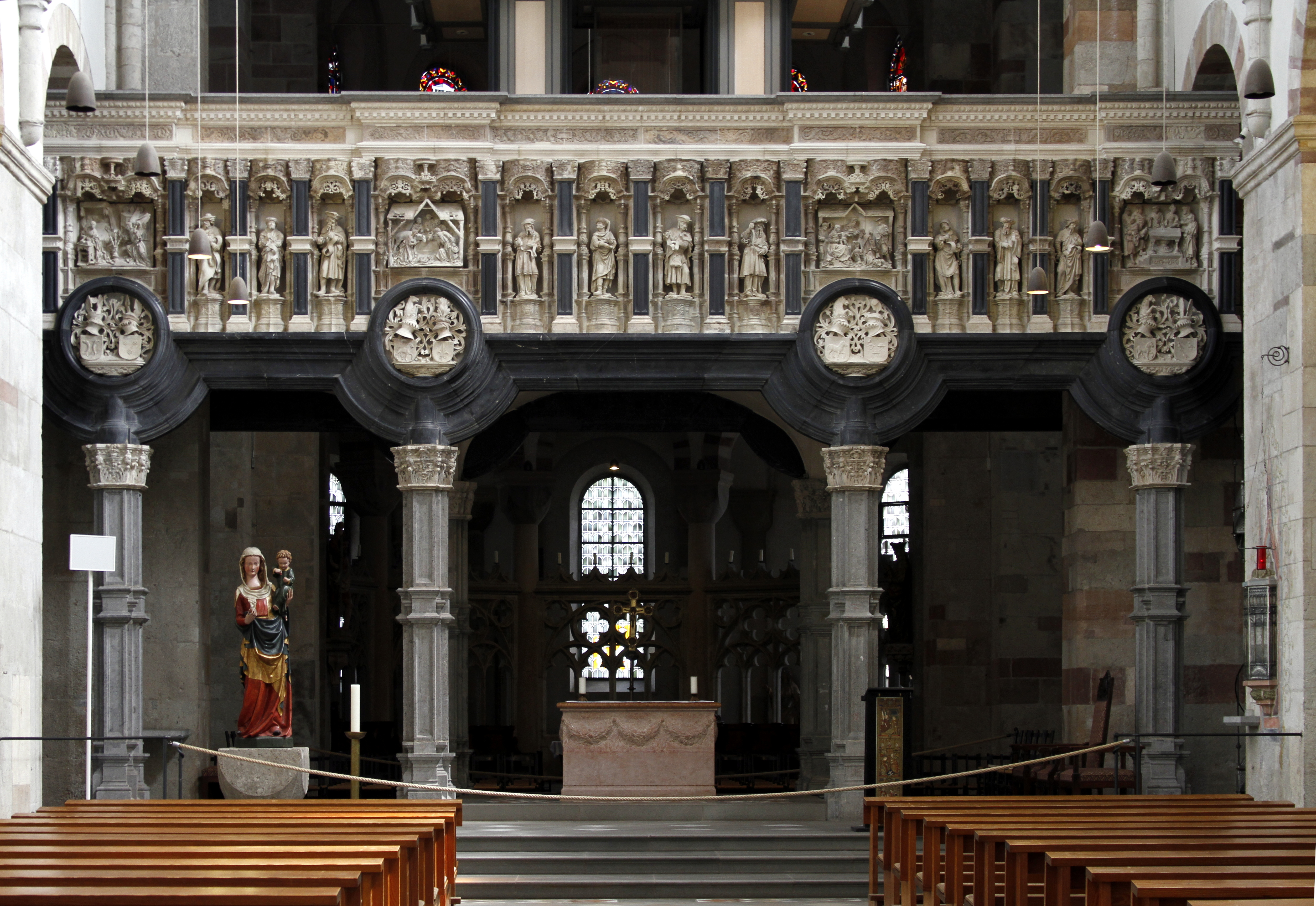
Jubé rinascimentale
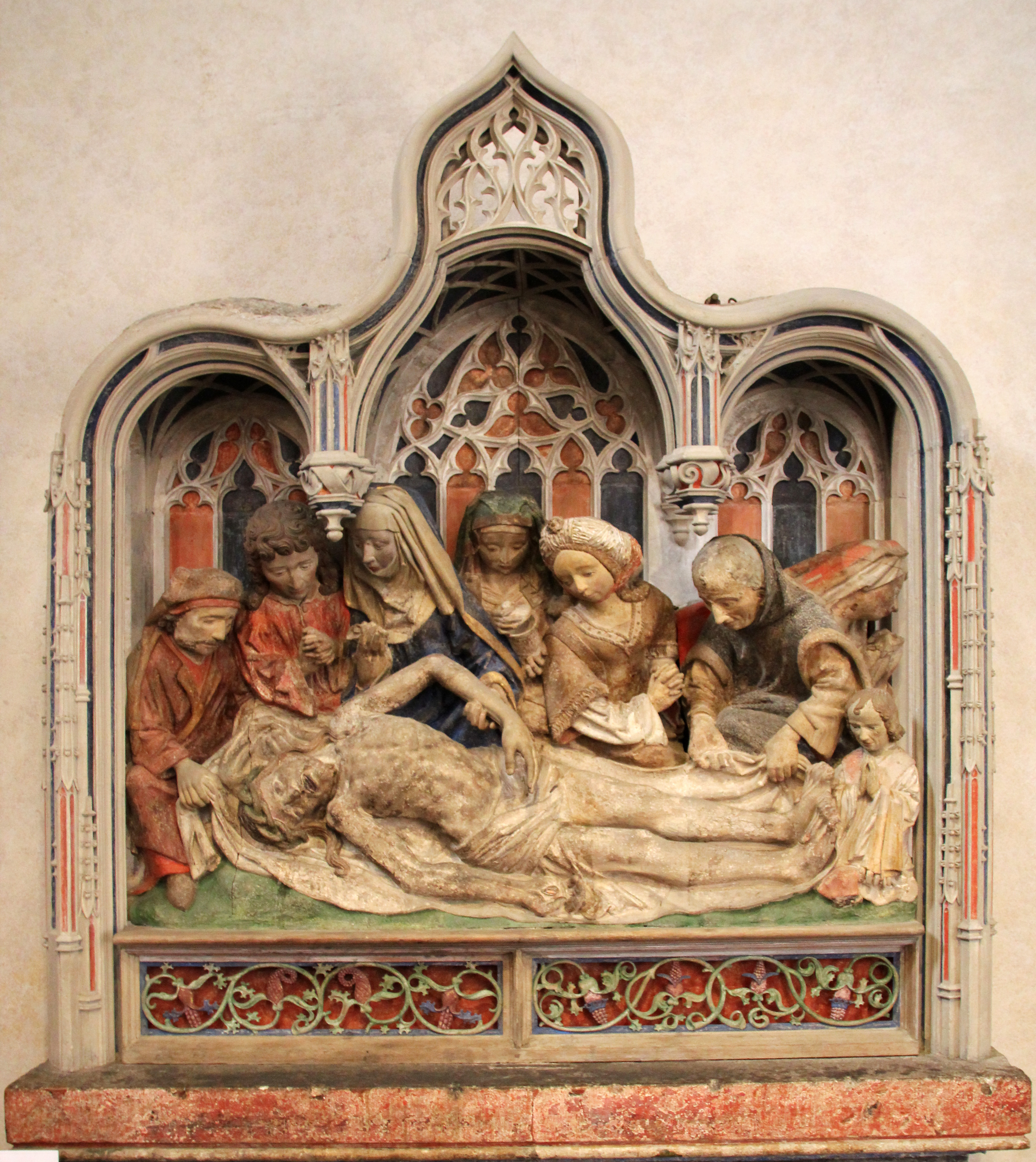
Deposizione di Cristo